# هيلمار كيير
هيلمار كيير (بالدنماركية: Hjalmar Kjær)‏ هو مهندس معماري دنماركي، ولد في 9 ديسمبر 1872 في آرهوس في الدنمارك، وتوفي في 30 يونيو 1933 في أودنسه في الدنمارك.